# 藤原興風
藤原興風（日语：／ Fujiwara no Okikaze */?，851年—911年）是日本平安時代前期官人和歌人，官位是正六位上下總大掾，藤原京家出身，曾祖父是從三位大宰權員外帥藤原濱成。興風是三十六歌仙和《百人一首》歌人之一，有38首作品收錄於敕撰和歌集，其畫像《紙本着色三十六歌仙切》、個人收藏和大阪青山歷史文學博物館館藏的《興風集》均是重要文化財。

## 生平
按《古今和歌集目錄》記載，興風在昌泰3年正月11日（900年2月14日）就任相模掾（銅院皇后宮當年給），延喜2年2月23日（902年4月4日）時改任治部少丞。延喜4年正月25日（904年2月15日），他取代原本的上野大掾高階師尚，出任上野權大掾。十年後的的4月22日（914年5月19日），他就任下總權大掾（清和院御給），同時亦指出他擅長彈琴和管絃。另外，按《尊卑分脈》記載，他的官位是正六位上，父親是正六位上相模掾藤原道成，祖父是從五位下皇后宮亮藤原永谷（又稱藤原興時），曾祖父是從三位大宰權員外帥藤原濱成，《敕撰作者部類》則記載他是六位河內大掾。
此外，興風的生卒年份雖然在各種文獻上均沒有記載，但是按文化廳的說法，他是生於嘉祥4年或仁壽元年（851年），死於延喜11年（911年）。另外，他在《古今和歌集目錄》的簡介裡，有一句「宇院藤太足歟」，《國史大辭典》將此視為他的號，指出他號「院藤太」，《日本古典文學大辭典》則指他有可能被稱為「宇院藤太」，《和歌大辭典》則主張「宇院」是宇多院，「藤太」則是興風的暱稱，顯示興風出仕於宇多院。

## 和歌
- 《百人一首內 藤原興風》
- 《小倉擬百人一首》
藤原興風 樋口次郎兼光

興風總共有38首作品收錄於敕撰和歌集，為《古今和歌集》時代和歌界的重鎮，有17首和歌收錄於其中，他不時從古歌中尋找靈感之餘，亦有帶知性而華麗耽美的叙景歌。歌合方面，他與紀貫之、凡河內躬恒等人均有參與寬平御時後宮歌合、三月三日紀師匠曲水宴、宇多院歌合、亭子院歌合和醍醐御時菊合。此外，他也有份在貞保親王後宮的五十賀時，獻上屏風歌。
《百人一首》入選作是：
| 《新編國歌大觀》版本 | 全日本歌牌協會版本 | 嵯峨嵐山文華館版本 | 中譯                                        |
| -------------------- | ------------------ | ------------------ | ------------------------------------------- |
|                      |                    |                    | 訪舊皆難見 可憐無故知 高砂松樹在 自小不相識 |

這首和歌收錄於《古今和歌集》卷十七「雜歌上」，《新編國歌大觀》編號是909。按吉海直人此歌承襲了前一首歌，除了《古今和歌集》外，和歌本身也收錄於《新撰和歌》、《古今和歌六帖》、《三十人撰》、藤原公任的《三十六人撰》和《和漢朗詠集》、藤原俊成的《古三十六人歌合》和《古來風體抄》，為自古以來興風的代表作。然而，藤原定家卻只將其收錄於《八代抄》和《五代簡要》，在年過七十編撰《百人一首》時才再次對此歌產生共鳴，也就是說如果《百人一首》的成書時期再早一些的話，此歌可能不會入選。此歌的意思是「步入暮年後要將誰當成摰友才好，也許就只剩下跟自己差不多同齡的高砂之松吧，儘管如此松樹也不是我的故友。」換言之，這是在表達就算自己長壽，身邊的友人也逐一死去，只剩下自己一個，能夠亙相理解的友人都已經不在的老年孤獨。另外，此歌也是《百人一首》中少見的概歎長壽的作品，謠曲《高砂》也引用了此歌的一部分。結構上此歌的與緊接的紀貫之的類似，兩者亦同樣以自然為題，興風是自然與人類的不調和，貫之則是自然不變與人類的變化，兩者相益得彰。
- 《百人一首》歌牌
藤原興風
- 《小倉百人一首》藤原興風
菱川師宣繪本

開首的是「有誰啊」的意思，與中的構成係結，即是摰友的意思，全句的意思是不經不覺間，摰友都已經離我而去，只剩下自己孤獨一人，為兩句切，緊接的「高砂」為歌枕，「松」則象徵長壽，意思是如果長壽是唯一的標準的話，松樹也是我的朋友，指老朋友，與相亙產生共鳴，句末的是「而不是」的意思，論長壽松樹也可以當自己的朋友，但它不是人，採用了倒裝。

## 家集
- 西本願寺本
- 大阪青山歷史文學博物館（日语：大阪青山大学）藏本

興風的家集是《興風集》，一卷，由他人撰寫而成，為三十六人集之一。現存的家集雖然分為三個系統，但是本來均源於同一系統，首先是西本願寺本三十六人家集本系統，總共收錄了57首和歌，第1至第28首出自於《古今和歌集》、《後撰和歌集》以及另有一首出自於《新古今和歌集》，剩餘的則包含了《新古今和歌集》以及《續後撰和歌集》的收錄歌，兩部分各分列為春、夏、秋、冬、戀和雜。其次是正保版歌仙家集本系統，為流傳最廣泛的版本，總共收錄了52首和歌，其中最後一首和歌是來自於其他書籍，因此原本的收錄歌為51首。同系統的宮內廳書陵部藏御所本三十六人集本，在開首比歌仙家集本多了一首歌以及第33首《躬恒集》內的收錄歌，由於《萬代和歌集》也將此歌視為躬恒的作品，因此推測歌仙家集本也直接將其省略掉，所以此系統以御所本最能夠反映其原來的構造，「傳俊賴筆興風集切」的和歌配置也屬於此系統，此系統在配置上與西本願寺本系統也非常類似。最後是傳坊門局筆本系統，坊門局是藤原俊成之女，定家之姊，故此其中亦有定家的筆跡，總共收錄了66首和歌，和歌配置上與歌仙家集本系統類似，差異最大的是第15首歌的詞書，由於西本願寺本的詞書與歌仙家集本一致，因此這是傳坊門局筆本系統獨有的特徵。另外，亦有以傳坊門局筆本為基礎，增補了9首的書陵部本，不過由於書陵部本缺少了傳坊門局筆本的第二首，因此總共收錄的和歌數目是74首。其中，第54和第55首並不見於西本願寺本以及歌仙家集本，以此為止為第一部分，第56首至第65首為第二部分，重複的歌非常多，第三部分裡的第66首至第70首則收錄了亭子院歌合的和歌。書陵部本身是長16.5厘米，寬17.6厘米的枡形大和綴，外題是靈元天皇，一面的鳥之子紙內寫十行，和歌分作兩行來寫，成書於近世初期。書陵部本分別是《新編國歌大觀》和《私家集大成》的底本，其中《私家集大成》還收錄了西本願寺本和東京國立博物館館藏傳紀貫之筆的「興風集斷簡（名家家集切）」。

## 文化財
- 《紙本著色三十六歌仙切》
（興風）
- 大阪青山歷史文學博物館藏
《興風集》

1935年4月30日，個人收藏的「清正集興風集」獲文化廳指定為重要文化財。1936年5月6日，邁那得斯美術館館藏《紙本著色三十六歌仙切》（興風）獲指定為重要文化財。2009年7月10日，大阪青山歷史文學博物館館藏《興風集》，為枡形本的綴葉裝冊子本，封面是唐紙，外題和卷頭出自藤原定家的手筆，長16.4厘米，寬14.9厘米。

### 註解
1. ↑  菊合是指左右雙方互相拿出菊花，並以此為題材來創作和歌[9]。
2. ↑  《顯註密勘》和契沖主張為歌枕，《幽齋抄》則視其為普通名詞。吉海直人認為當成歌枕來解釋的話，一般都會讚賞著名的高砂之松，興風則反過來通過其來加強孤獨感，在改變歌枕的形象這一點上很有趣[16]。
3. ↑  詞書是指該和歌的主題和寫作動機等相關事宜[23]。
4. ↑  枡形是指像枡（日语：枡）一樣呈正方形的書[24]，大和綴則是在經過袋綴（日语：袋とじ）和中綴（日语：中綴じ）後，於封面右邊的上下各開兩個孔，然後以組紐（日语：組紐）等繩線將其串連起來的一種裝幀[25]。
5. ↑  《名家集》又名《部類名家集》、《名家歌集切》，是由《兼輔集》、《興風集》、《深養父集》、《是則集》、《元方集》和《公忠集》的斷片所組成，各集均以類似的題材來作分類[26][27]。

## 外部連結
- . 國際日本文化研究中心和歌數據庫 （日语）.